# Warsaw Financial Center
Warsaw Financial Centre è un grattacielo alto 165 metri situato a Varsavia, in Polonia.
L'edificio è stato progettato dagli studi di architettura statunitensi A. Epstein & Sons International e Kohn Pedersen Fox Associates, in collaborazione con architetti polacchi e costruito tra il 1997 e il 1998. Al momento del suo completamento era il terzo grattacielo più alto della Polonia.